# Marc Aureli
Marc Aureli (llatí: Marcus Aurelius Antoninus)  (Roma, 26 d'abril de 121 - Vindobona, 17 de març de 180) fou emperador romà del 161 al 180, que succeí a Antoní Pius, juntament amb son germà, i fill adoptiu d'Antoní Pius, Luci Aureli Ver. També és conegut per ser un important filòsof del període de l'estoïcisme romà i autor del recull de reflexions Meditacions. Durant el seu regnat va haver de combatre la sublevació dels parts, les invasions dels pobles germànics a través del Danubi i les dels mauretans a través d'Hispània. Les legions que van combatre contra els parts (161-166) van tornar portant la pesta antonina, la primera gran epidèmia que assolà l'imperi. El seu resultat va ser una elevada mortaldat que va començar a reduir la població.